# Estación de La Fregeneda
La Fregeneda es una estación ferroviaria situada en el municipio español de La Fregeneda, en la provincia de Salamanca, comunidad autónoma de Castilla y León. Inaugurada en 1887, albergó la aduana española de la línea La Fuente de San Esteban-Barca de Alba, por lo que las instalaciones tuvieron un cierto carácter internacional. La estación dejó de prestar servicio tras la clausura de toda la línea en 1985. 

## Historia
La estación fue abierta al tráfico el 8 de diciembre de 1887 con la apertura del tramo Lumbrales-La Fregeneda de la línea que pretendía unir Salamanca con la frontera con Portugal. Su construcción fue obra de la Compañía del Ferrocarril de Salamanca a la frontera de Portugal. La línea La Fuente de San Esteban-Barca de Alba fue abierta al tráfico ese mismo día.
En 1928 las instalaciones pasaron a manos de la Compañía Nacional de los Ferrocarriles del Oeste. Esta situación se mantuvo hasta que en 1941, tras la nacionalización de todos los ferrocarriles de ancho ibérico, se traspasaron a la recién creada RENFE. El 1 de enero de 1985 la línea La Fuente de San Esteban-Barca de Alba fue cerrada al tráfico debido a su baja rentabilidad económica, tras lo cual la estación dejó de prestar servicio y quedó abandonada.
Desde enero de 2005 el ente Adif es el titular de las instalaciones ferroviarias. En la actualidad la estación se ha reacondicionado mínimamente para instalar un vagón que haga las veces de oficina de información y punto de partida del Camino de Hierro de La Fregeneda, un tramo de la línea antes mencionada acondicionado para uso turístico.

## Véase también

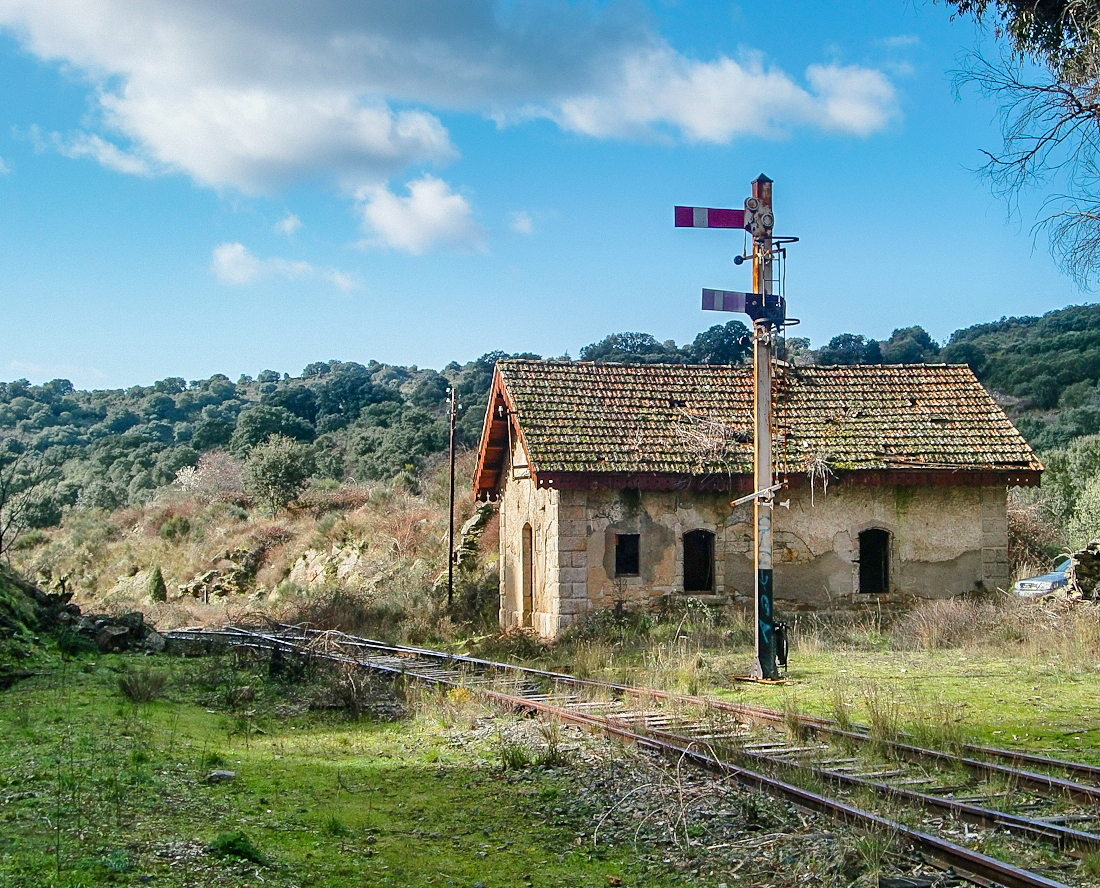
Caseta de guardagujas

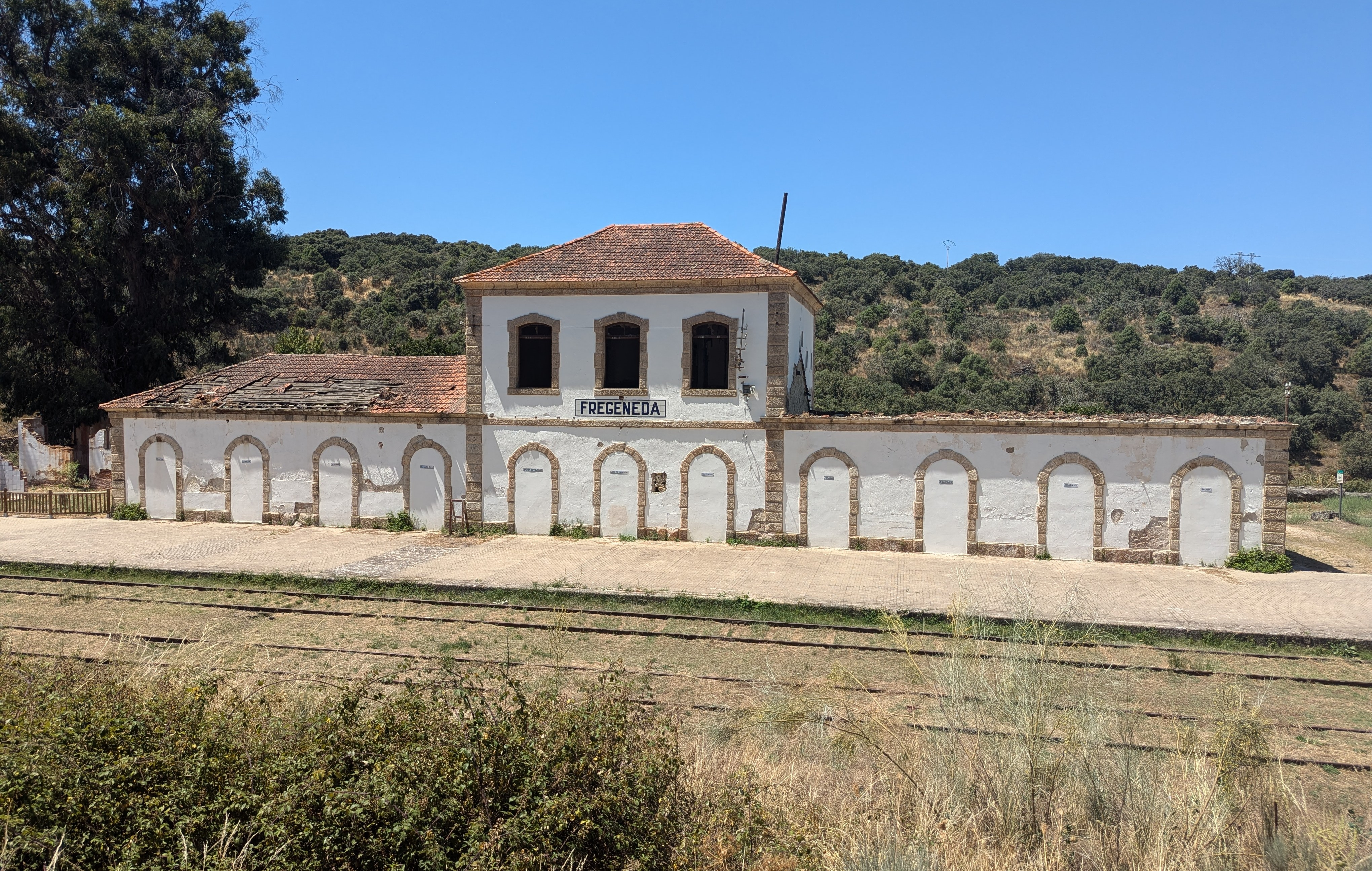
Edificio de viajeros en 2024